# Union Deutsche Verlagsgesellschaft

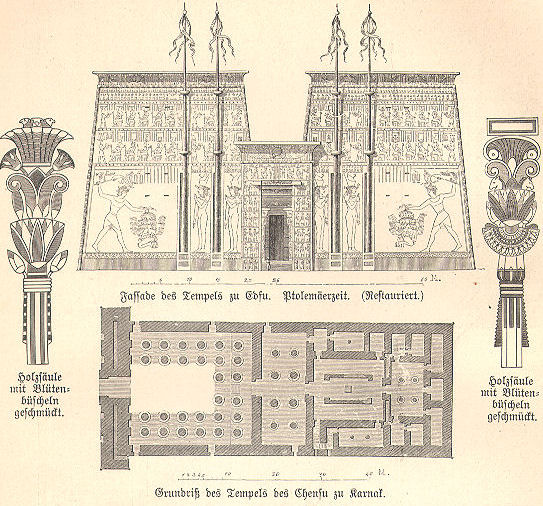
Ausschnitt aus einer Publikation über den Tempel von Edfu (Ägypten) – für Pierers Konversationslexikon

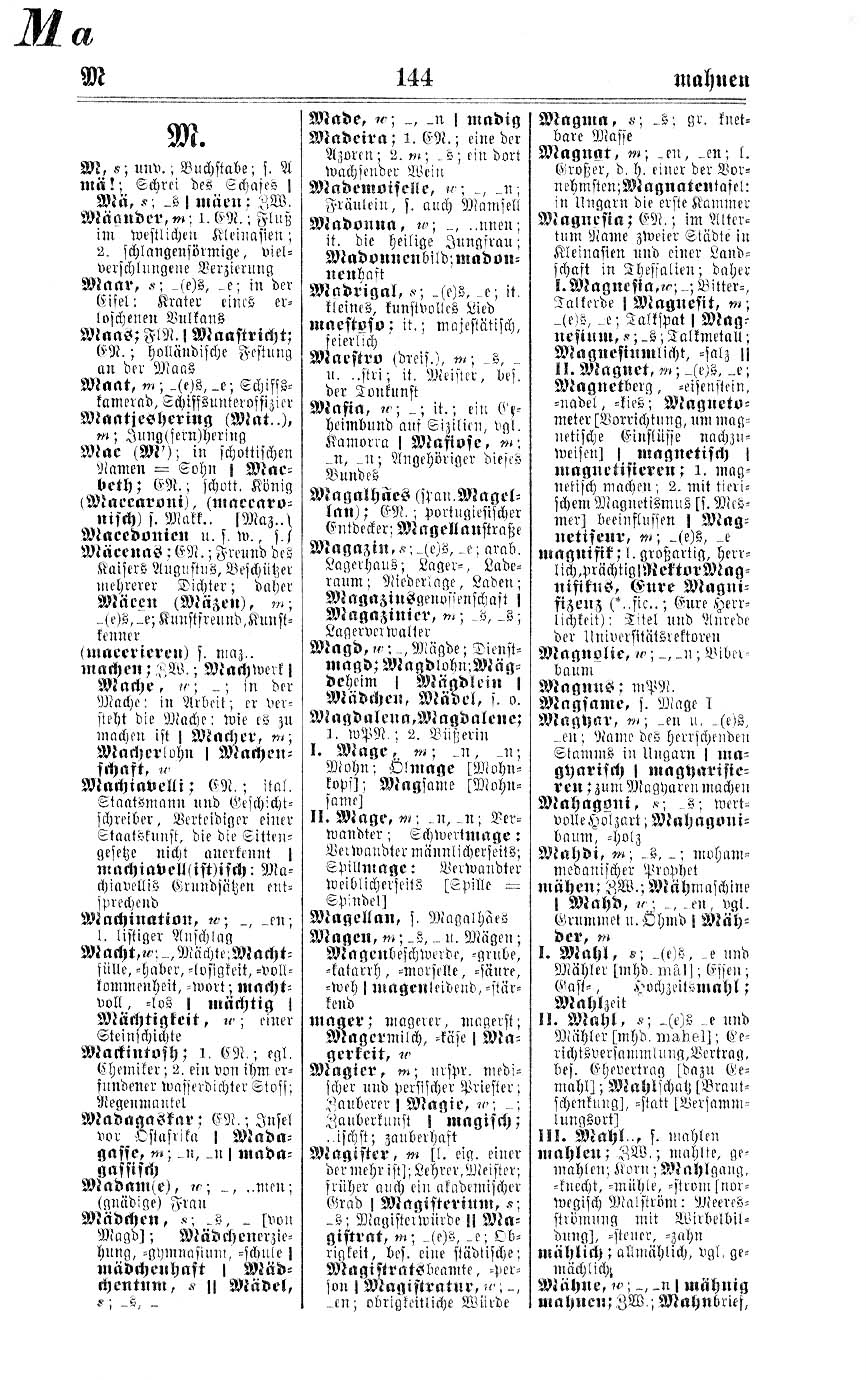
Ausschnitt aus dem Wörterbuch der deutschen Rechtschreibung

Die Union Deutsche Verlagsgesellschaft war ein deutscher Verlag mit Sitz in Stuttgart, der vor allem Jugendbücher, Unterhaltungsliteratur, Buchreihen und Nachschlagewerke veröffentlichte. Er bestand von 1890 bis 1978.

## Geschichte
Der Verlag entstand durch den Zusammenschluss dreier Stuttgarter Verlage der Gebrüder Kröner, von Hermann Schönlein (Übernahme dieses Verlages durch Adolf von Kröner bereits im Jahr 1888) und von Wilhelm Spemann. Der Vertrag zur Fusion der drei Verlage als Aktiengesellschaft wurde am 16. April 1889 mit Wirkung zum 1. Januar 1890 geschlossen. Verlagsleiter als Geschäftsführer wurde Adolf von Kröner. Als Kröner die Geschäftsführung an den Verleger und Kommerzienrat Heinrich Beck übergab, wurde er Aufsichtsratsvorsitzender (bis 1904). Wilhelm Spemann schied nach sechs Jahre als Teilhaber aus und gründete wieder einen eigenen Verlag.
1978 wurde der Verlag aufgelöst. 1979 erfolgte eine Neugründung unter dem Namen Union Verlag Stuttgart. Dieser wiederum wurde 1981 vom Spektrum Verlag aufgekauft, der wiederum nach seinem Bankrott von der Münchner Meisinger-Verlagsgruppe übernommen wurde. Letztlich landete der Verlag 1998 bei der Middelhauve Verlags GmbH.

## Verlagsprogramm
An zentraler Stelle im Verlagsprogramm standen die Jahrbücher „Der Gute Kamerad“ (Jugenderzählungen von Karl May), „Das Neue Universum“ und für Mädchen „Das Kränzchen“ (alle von Spemann übernommen). Im „Kränzchen“ schrieben diverse Autorinnen wie Berta Clément, Luise Glass, Johanna Klemm, Sophie Kloerss, Henny Koch und Else Ury. Auch Schönleins Erfolgsreihe „Bibliothek der Unterhaltung und des Wissens“ wurde weitergeführt und Kürschners „Allgemeiner Deutscher Literatur-Kalender“ wurde nach wie vor herausgegeben. Die Verlage E. Keil’s Nachf. und J. G. Cotta waren nicht Bestandteil des Zusammenschlusses und wurden als eigenständige Firmen weitergeführt.
Die Jugendbücher Illustrierte Taschenbücher für die Jugend (das Steckenpferd des neu begründeten Verlages bis in die 1920er Jahre) waren vorwiegend für ein „besseres“ Publikum gedacht und von guter handwerklicher Qualität. Sie sind auf Grund ihres attraktiven Äußeren heute bei Sammlern beliebt.

## Verlagspolitik
Herrmann Schönlein (1833–1908) verfolgte zeitlebens die literarische Durchdringung der Leserkreise. Er verfolgte idealistische Ziele bis hin zu seiner gesundheitlich bedingten Berufsaufgabe:
„... er hatte die Absicht, den mittleren und unteren Volksklassen gediegene Unterhaltung und Belehrung in Form künstlerisch ausgestatteter Journale zu bieten, und zwar zu einem auch dem Aermsten erschwinglichen, damals für unmöglich gehaltenen billigen Preise, von dem Schönlein den Aufschluss neuer ausgedehnter Absatzkreise in den weniger bemittelten Volksklassen erhoffte. ...“
Kaum andere Ziele verfolgte Wilhelm Spemann (1844–1910) aus Unna:
„... epochemachend wurde Spemann’s Thätigkeit durch eine Reihe hervorragender Unternehmungen, wie die Collection Spemann, einem der französischen Collection Michel Levy nachgebildeten Sammelwerke, welche die Erschließung der deutschen und ausländischen Musterwerke dem großen Publikum zum Zwecke hat, und in der That das bis dahin für unmöglich Gehaltene in die Praxis übersetzte; für einen billigen Preis (1 Mk.) einen vorzüglich gedruckten und solid gebundenen Band zu bieten. ...“